# Pitos
Pitos (grčki: πίϑος), velika je trbušasta keramička posuda koju su Stari Grci upotrebljavali za spremanje zaliha ulja, vina, žita i dr. Promjer pitosa iznosi do jednog metra, a visina do dva metra. Pitos ima debele stijenke, sa suženim dnom zbog čega se može ukopati u zemlju ili pijesak. Katkad su u pitosima sahranjivani pokojnici. Pitos je često prisutan u minojskoj i mikenskoj kulturi. U arhajskom razdoblju na Kreti izrađivani su oslikani pitosi, dok su u Beotiji i na Rodu ukrašavani reljefnim prizorima mitološkoga sadržaja. Rimljani su tu vrstu posuda nazivali dolij (dolium).

## Vanjske poveznice
- Pitos, Proleksis enciklopedija